# Lucy Cousins
Lucy Cousins, née le 10 février 1964, est une illustratrice et auteure de livres jeunesse anglaise, créatrice de Mimi la souris ("Maisy Mouse").

## Œuvre
- Série Mimi, éditée en langue française aux éditions Albin Michel Jeunesse, à partir de 1990.
- Série Mes petits animaux, Ouest-France, 1990.

## Prix et distinctions
- 2012 : (international) « Honour List »[1] de l' IBBY pour  Yummy: My Favourite Nursery Stories